# جیمی جونز (بازیکن فوتبال، زاده ۱۹۲۸)
جیمی جونز (انگلیسی: Jimmy Jones؛ ۲۵ ژوئیهٔ ۱۹۲۸ – ۱۳ فوریهٔ ۲۰۱۴) بازیکن فوتبال در پست مهاجم اهل ایرلند شمالی بود.

## باشگاهی
از باشگاه‌هایی که در آن بازی کرده‌بود می‌توان به باشگاه فوتبال فولام اشاره کرد.

## تیم ملی
وی همچنین در تیم ملی فوتبال ایرلند شمالی بازی کرده بود.